# Cerro Grande (Chihuahua)
Cerro Grande är en kulle i Mexiko. Den ligger i kommunen Chihuahua och delstaten Chihuahua, i den nordvästra delen av landet, 1 300 km nordväst om huvudstaden Mexico City. Toppen på Cerro Grande är 2 412 meter över havet.
Terrängen runt Cerro Grande är huvudsakligen kuperad, men västerut är den platt. Runt Cerro Grande är det ganska tätbefolkat, med 93 invånare per kvadratkilometer. Närmaste större samhälle är Ejido Cuauhtémoc, 15,4 km öster om Cerro Grande. Omgivningarna runt Cerro Grande är i huvudsak ett öppet busklandskap.